# Jerzy Krzempek
Jerzy Krzempek (ur. ok. 1968, zm. 24 listopada 2021) – polski matematyk specjalizujący się w topologii, w szczególności w topologii geometrycznej, krotności odwzorowań oraz teorii wymiaru.

## Życiorys
W 1999 uzyskał stopień doktora na podstawie rozprawy pt. Odwzorowania skończonej krotności i wymiar: O złożeniach odwzorowań prostych napisanej pod kierunkiem Władysława Kulpy na Uniwersytecie Śląskim w Katowicach. W 2012 habilitował się tamże na podstawie rozprawy Kondensacja osobliwości. Zastosowania w teorii wymiaru przestrzeni zwartych Hausdorffa. Pracował jako asystent na Politechnice Śląskiej w Gliwicach.